# Metropolia Tiruvalla
Metropolia Tiruvalla – metropolia Kościoła katolickiego obrządku syromalankarskiego w Indiach obejmująca przede wszystkim północną część stanu Kerala. 
Archieparchia Tiruvalla powstała 15 maja 2006 r. Obecna metropolia Tiruvalla obejmuje następujące administratury kościelne: 
- archieparchia  Tiruvalla
- eparchia Battery
- eparchia Muvattupuzha
- eparchia Puthur

Od 26 marca 2007 r. urząd metropolity sprawuje arcybiskup Thomas Koorilos Chakkalapadickal. 